# Witte mangrove
De witte mangrove (Laguncularia racemosa), op Bonaire en Curaçao mangel blanku en op Aruba mangel genoemd,  is een van de drie belangrijkste plantensoorten die de mangroven van de wereld vormen. De andere twee zijn de rode mangrove Rhizophora mangle en de zwarte mangrove Avicenna germinans. Er zijn in totaal zo'n 55 soorten echte mangroven, maar deze drie zijn de belangrijkste.

## Verspreidingsgebied
Het verspreidingsgebied is de kusten van het tropische en subtropische gebied van de Amerika's en Afrika. De plant speelt een grote rol in de kustgebieden van Suriname en de ABC-eilanden.

## Voortplanting
De plant draagt zowel mannelijke als hermafroditische bloemen. De mannelijke bloemen blijven korter open. De bloemen worden door verscheidene insecten bevrucht. De zaden ontkiemen al als zij nog aan de struik zitten. De zaailingen vallen dan te water en worden erdoor verspreid. Ze drijven nog een dag of acht rond en beginnen na vijf dagen al worteltjes te krijgen.

## Beeldgalerij

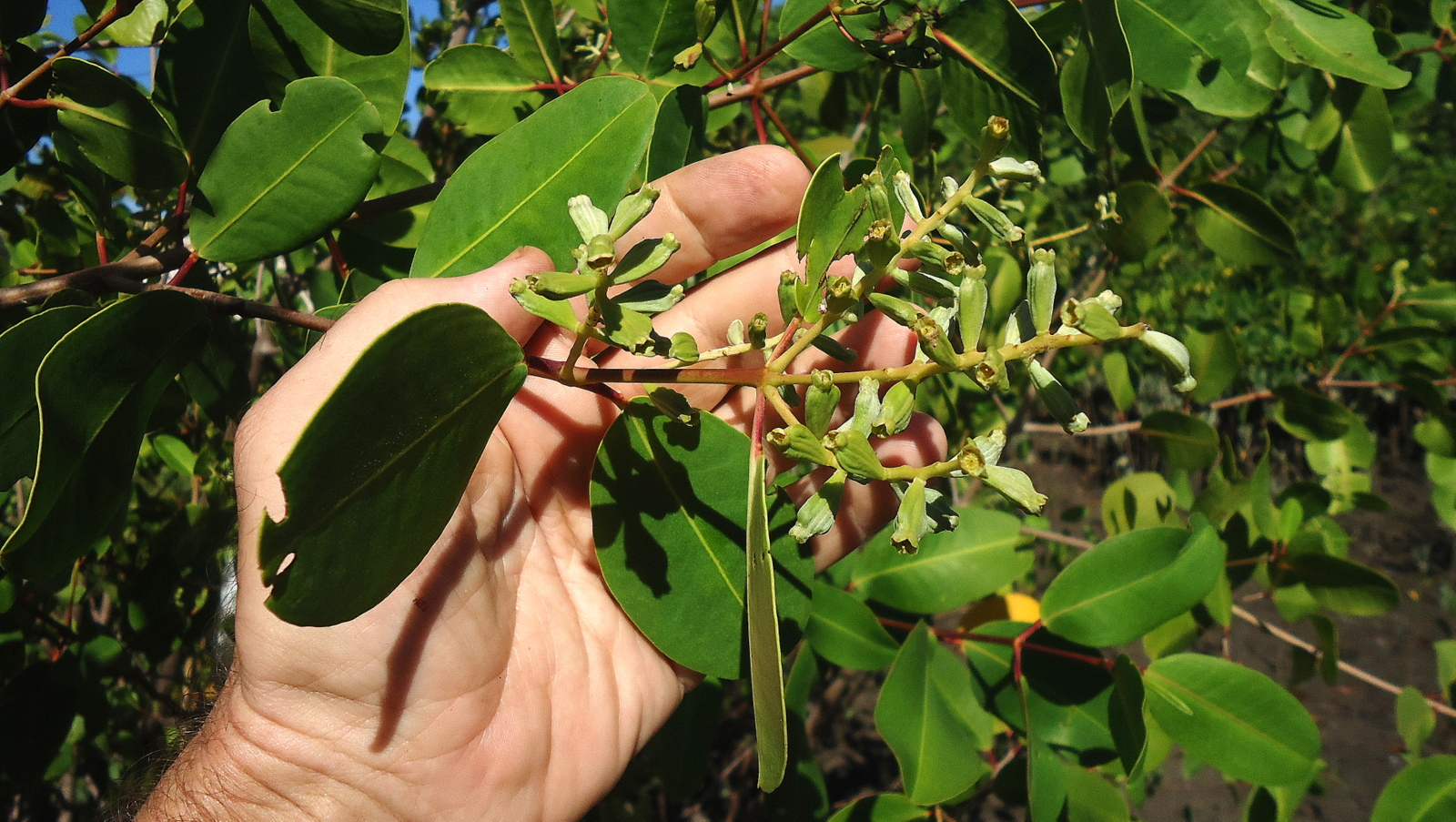
Laguncularia racemosa
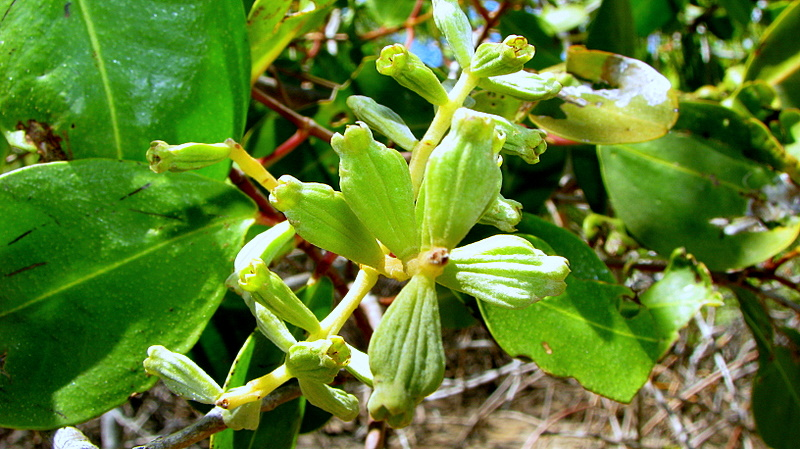
Laguncularia racemosa
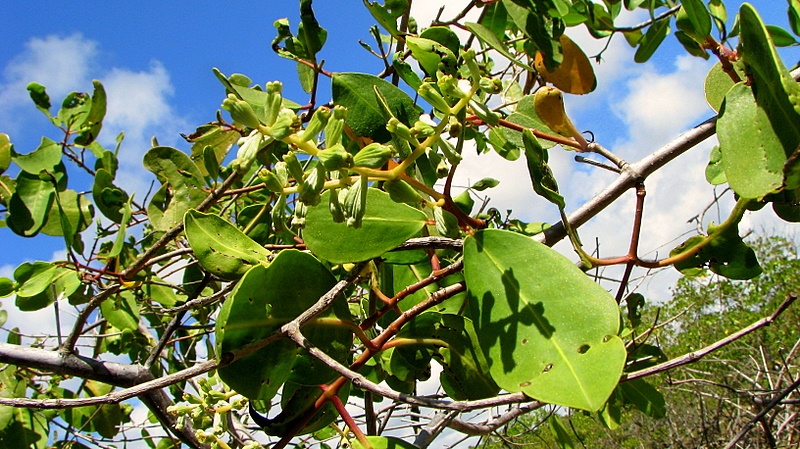
Laguncularia racemosa (L.) Gaertn.
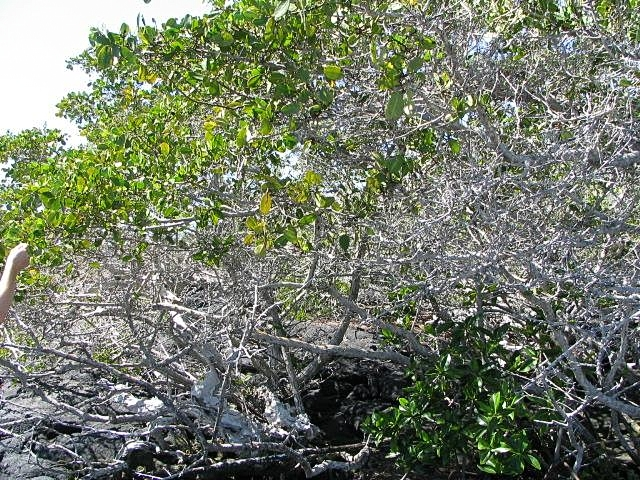
Laguncularia racemosa